# 아부다비 중재사건
아부다비 중재사건(Abu Dhabi Arbitration Case, Petroleum Development Ltd., v. Sheikh of Abu Dhabi)은 1951년 있었던 국제법 유명 판례이다. 여기서 양허계약의 준거법이 문제되었는데 아부다비의 법 중 관련법이 없었고 또 영국의 국내법을 적용할 근거도 없었다. 그런데 영국 국내법은 비록 그 자체로서는 본 사건에 직접 적용될 수 없다고 할지라도, 영국법의 일부는 확실히 합리성을 갖추고 있으며, 현대적 자연법의 일부를 구성하고 있다고 할 수 있다. 즉 영국법 중 일부는 단순히 영국법에만 특유한 법원칙이 아니라 보편적 효력을 가진 법원칙이기도 하다. 이에 따라 중재관은 양허계약에 명문화되어 있지도 않으며 판결당시까지 국제법상 확립되지도 않은 대륙붕제도를 계약체결시로 소급해서 적용할 수 있다는 영국회사의 주장을 배척하였다.